# Strandkai

Lage des Quartiers Strandkai (rot) innerhalb des HafenCity-Projekts (hellrot)

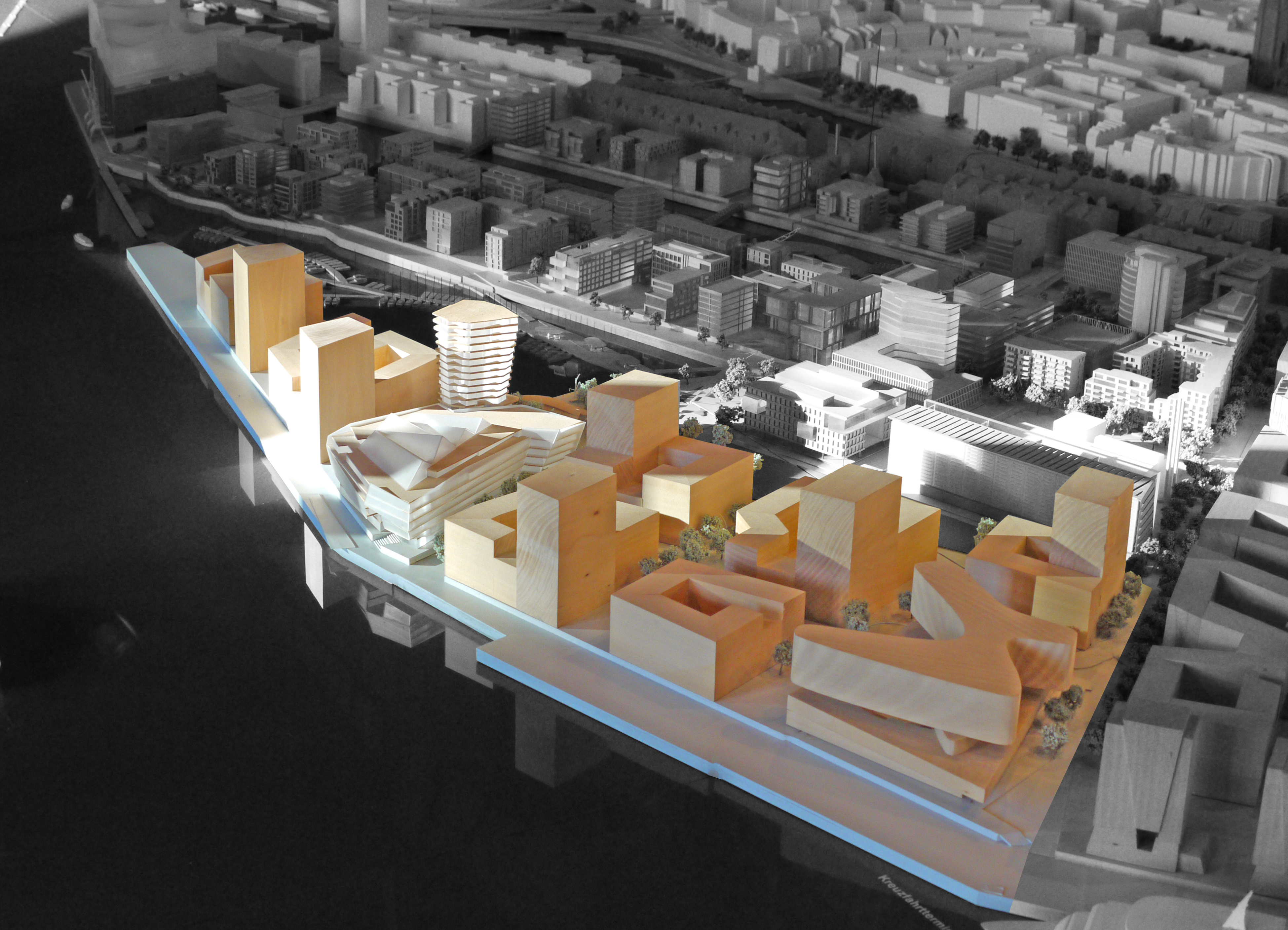
Modell des Strandkais

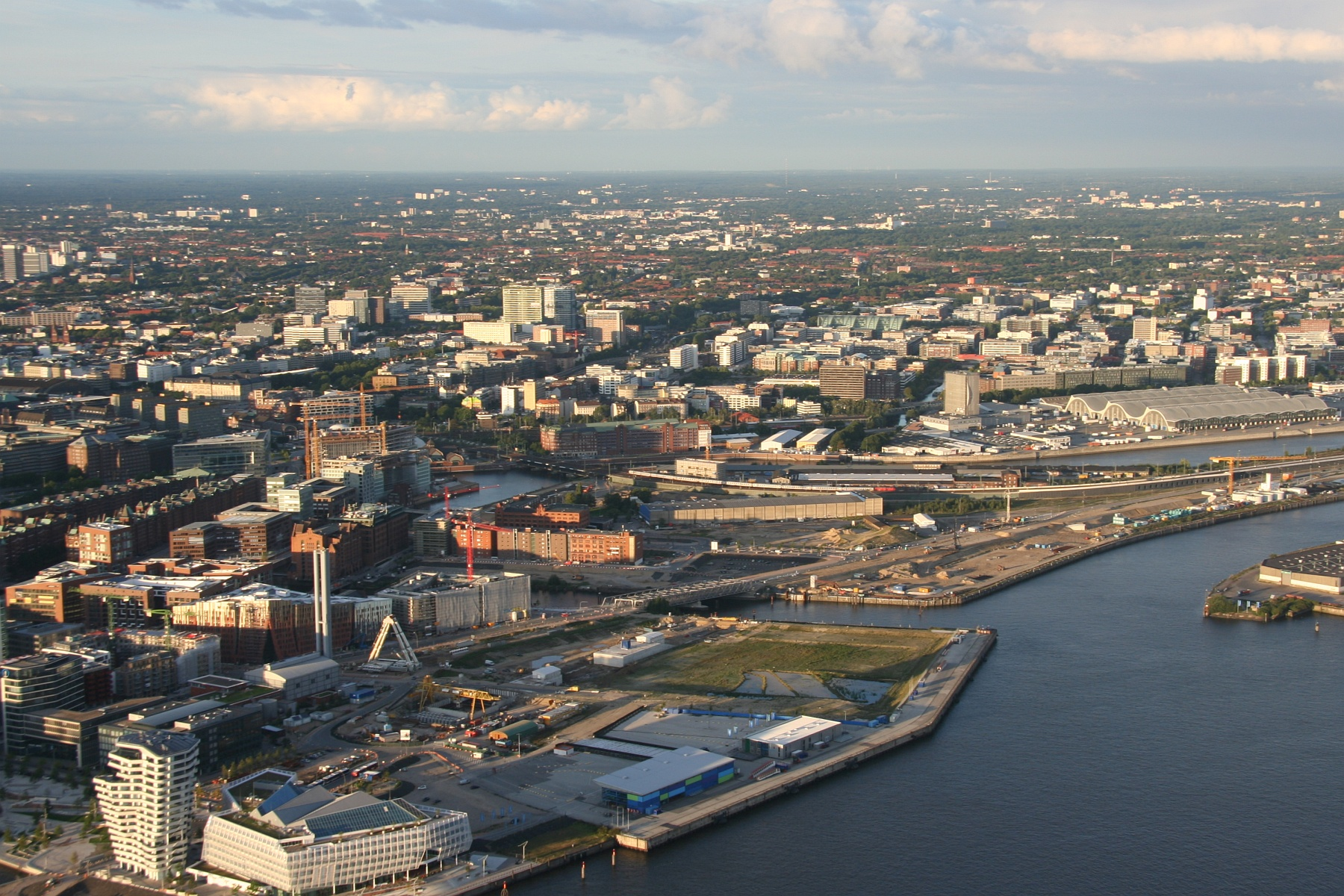
Luftaufnahme, September 2010

Der Strandkai ist ein in Bau befindliches Teilquartier der HafenCity in Hamburg. Es befindet sich im Südwesten des Stadtteils und grenzt im Nordosten an das Quartier Am Sandtorpark/Grasbrook, im Osten an das Überseequartier und wird im Nordwesten durch das Becken des Grasbrookhafens und im Süden durch die Norderelbe begrenzt.

## Nutzung

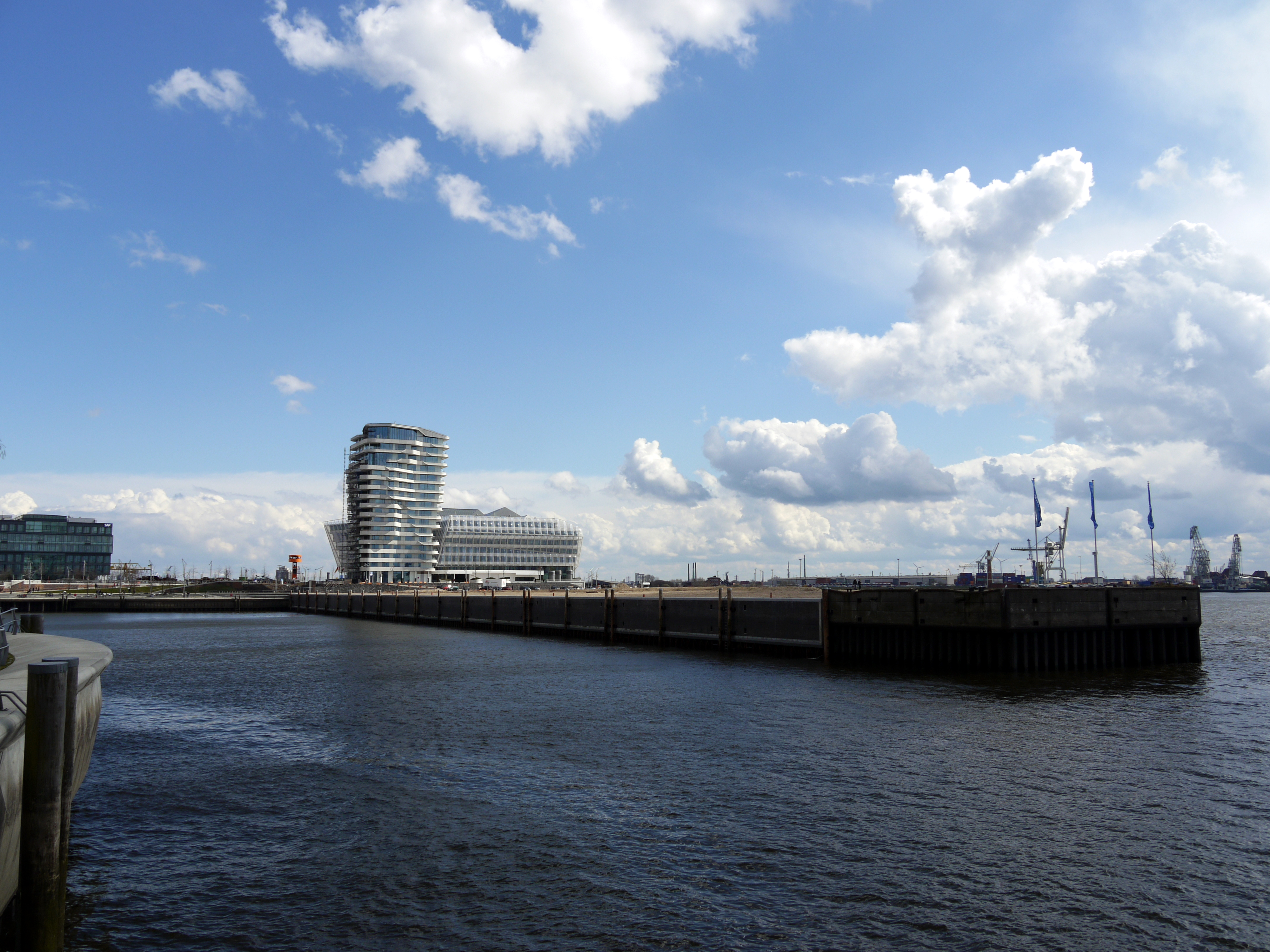
Westlicher Strandkai, April 2010

Der Strandkai ist in zwei Hauptnutzungszonen geteilt; auf dem westlichen, auf der Kaizunge gelegenen Teil sollen vornehmlich Wohnnutzungen entwickelt werden, auf dem östlichen Teil hingegen gewerbliche Nutzungen mit den Schwerpunkten Dienstleistungen, Gastronomie und Freizeit. Die Planungen sehen für den Westteil etwa 430 Wohneinheiten vor. Die Erdgeschosszone des gesamten Quartiers soll für publikumsbezogene Einrichtungen genutzt werden. Insgesamt sollen rund 200.000 m² Bruttogeschossfläche realisiert werden.

## Städtebauliches Konzept
Das städtebauliche Konzept des Strandkais stammt vom Hamburger Büro Böge Lindner Architekten und konkretisiert im Wesentlichen die rahmengebenden Aussagen des Masterplans aus dem Jahr 2000. Das Konzept sieht eine rhythmisch gegliederte Blockstruktur mit sieben akzentuierenden Turmaufbauten oder freistehenden Türmen mit einer Höhe von jeweils rund 55 Metern bzw. 15 Geschossen vor. Der Anfang 2010 fertiggestellte Marco-Polo-Tower ist der erste realisierte dieser sieben Türme.
Als Zwischennutzung wird der westliche Teil des Strandkais zeitweise als Fläche für diverse öffentliche Veranstaltungen wie Kino- und Theatervorstellungen und Sportveranstaltungen genutzt.

## Geschichte

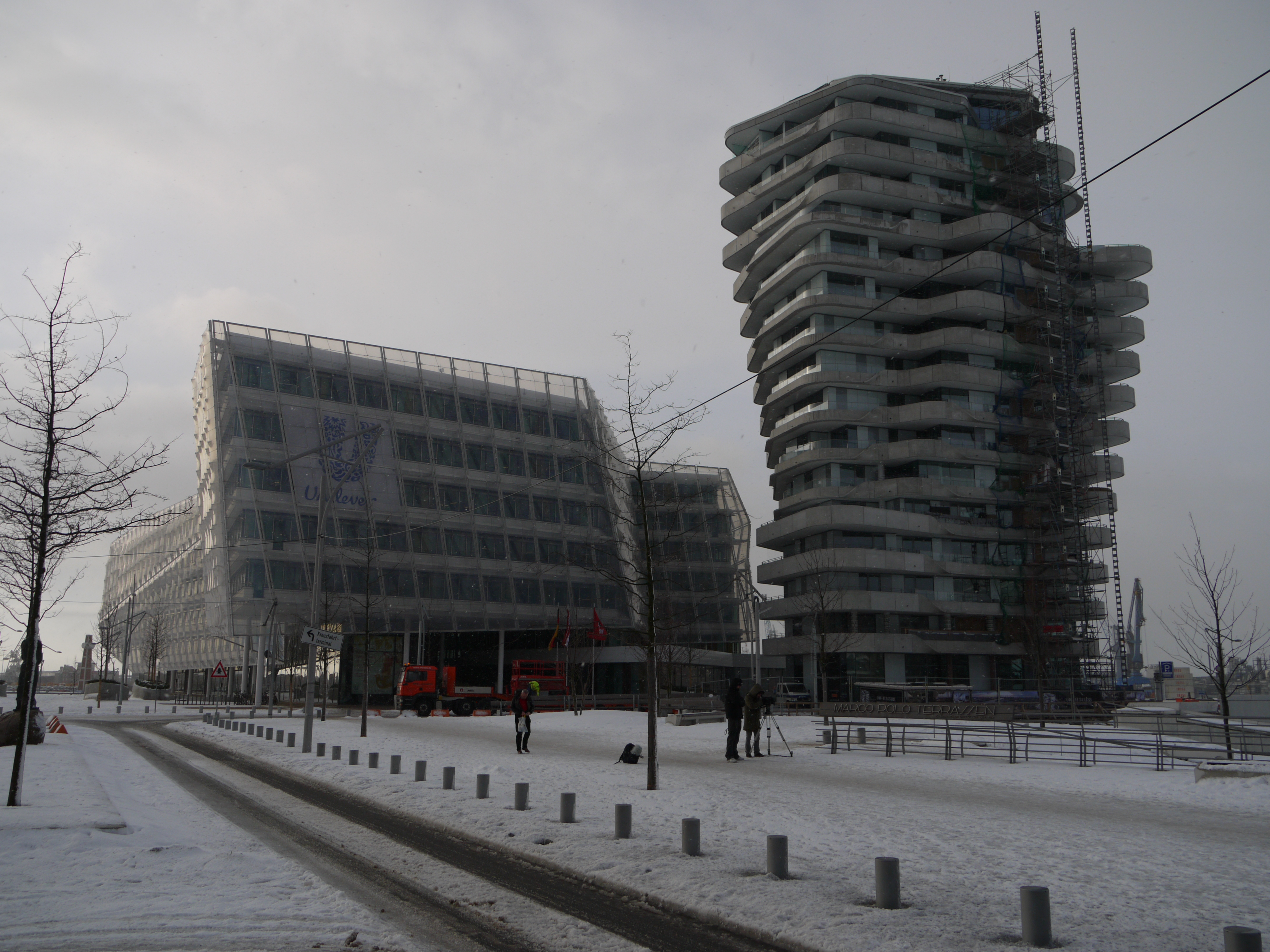
Die ersten fertiggestellten Gebäude des Quartiers

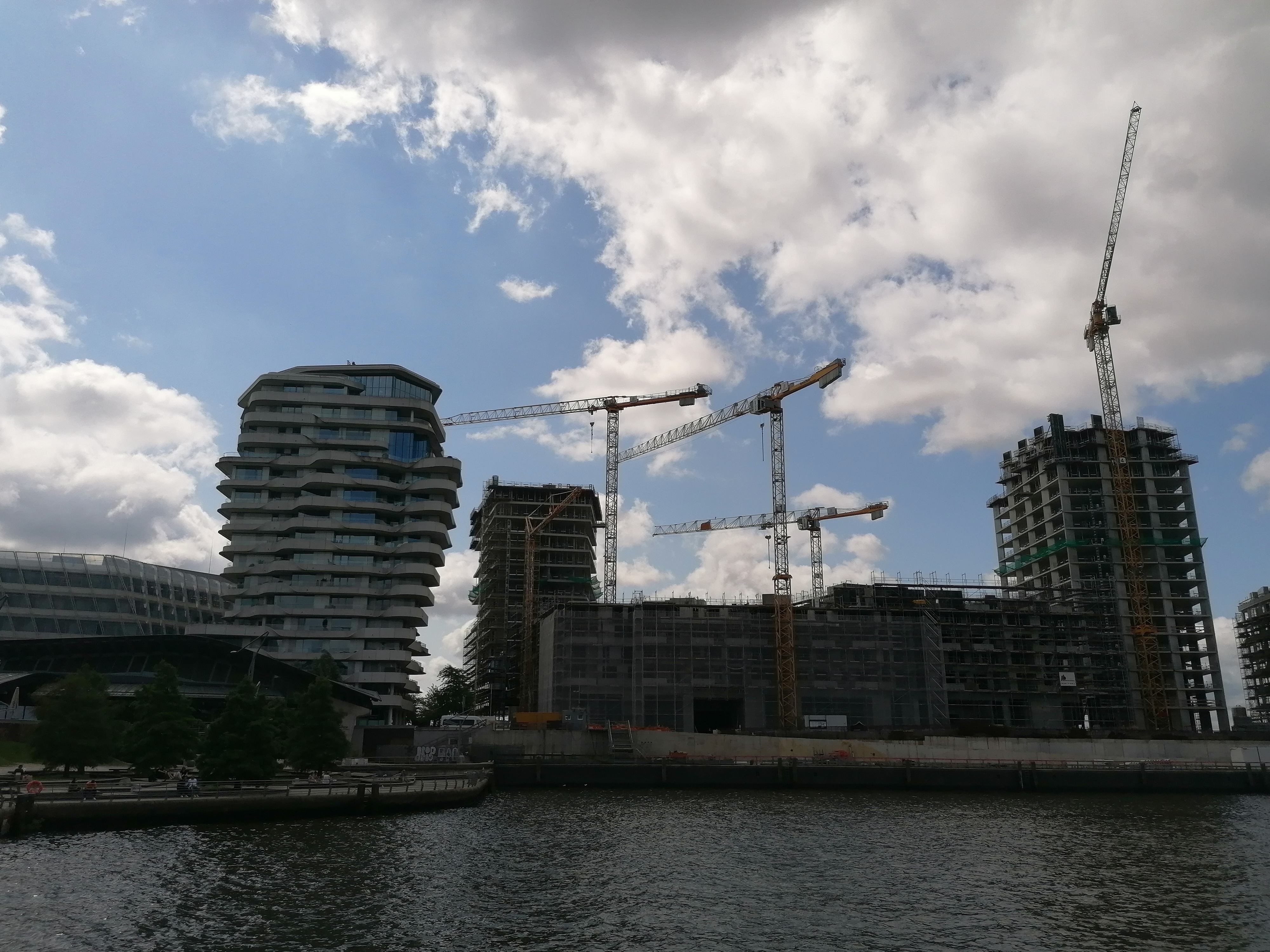
Baufortschritt im Juli 2021

Der Masterplan sah zunächst eine Aufteilung des Strandkais in drei Baufelder mit insgesamt 137.000 m² Bruttogeschossfläche vor. Nach Durchführung des städtebaulichen Wettbewerbs im Jahr 2006 wurde die zu realisierende Fläche zunächst um rund 40 % auf 190.000 m², zuletzt auf 200.000 m² erhöht, ebenso wurde die Anzahl der Baufelder auf zehn erweitert. Mit letzterer Modifikation wurde faktisch nicht mehr Fläche geschaffen, jedoch kleinere und vermarktungsfähigere Baufelder bereitgestellt. Durch die Aufspaltung wird die Möglichkeit der Beteiligung einer größeren Anzahl von Investoren und Architekten gegeben. 
Die Bauarbeiten an den beiden ersten Projekten des Quartiers wurden im Juli 2007 aufgenommen. Als erstes Gebäude wurde im September 2009 der neue Hauptsitz des Unilever-Konzerns für die deutschsprachigen Märkte fertiggestellt. Die Bauarbeiten am 17-geschossige Wohnturm Marco-Polo-Tower wurden Anfang 2010 abgeschlossen. Die Entwürfe beider Gebäude stammen vom Stuttgarter Büro Behnisch Architekten.
Die drei Baufelder auf dem westlichen Strandkai sind seit Anfang 2011 ausgeschrieben und werden nach Beendigung der Ausschreibung und Abschluss des anschließenden architektonischen Realisierungswettbewerbs unmittelbar zur Bebauung bereitstehen. Die Entwicklung des östlichen Teils wird erst nach Abschluss der Bauarbeiten an der unterirdischen Trasse der U-Bahn-Linie U4 und nach Aufgabe des zurzeit bestehenden temporären Kreuzfahrtterminals möglich sein, ein Baubeginn wird hier frühestens 2014 erfolgen.